# Brobury
Brobury – wieś w Anglii, w Herefordshire, w dystrykcie (unitary authority) Herefordshire. Leży 17,5 km od miasta Hereford i 208,4 km od Londynu. W 1961 roku civil parish liczyła 20 mieszkańców. Brobury jest wspomniana w Domesday Book (1086) jako Brocheberie.